# Hendersonia arundinacea
Hendersonia arundinacea är en svampart som beskrevs av Sacc. 1875. Hendersonia arundinacea ingår i släktet Hendersonia och familjen Phaeosphaeriaceae.   Inga underarter finns listade i Catalogue of Life.